# Brachyopa grunewaldensis
Brachyopa grunewaldensis es una especie de sírfido. Se distribuye por Europa.